# Kilgore Trout
Kilgore Trout este un personaj fictiv creat de către autorul Kurt Vonnegut. El a fost inițial creat ca o versiune fictivă a autorului Theodore Sturgeon (colegul lui Vonnegut în genul science-fiction), deși prezența lui Kilgore Trout în lucrările lui Vonnegut au adus de asemenea critici autorului pentru că era văzut ca o modificare a ego-ului propriu. Kilgore Trout este, de asemenea, autorul titular al romanului Venus ieșind din valuri. Așadar Kilgore Trout este și un pseudonim folosit de Philip José Farmer, autorul real al acestui roman. 
În romanul lui Vonnegut Micul dejun al campionilor (1973), Kilgore Trout scrie o poveste care își bate joc de individualism sugerând că există un singur om și un singur Dumnezeu, iar restul omenirii sunt roboți, făcuți pentru a testa reacțiile omului; prin urmare, un fel de realitate simulată.
1. 1 2  Micul dejun al campionilor[*] Verificați valoarea |titlelink= (ajutor)